# Uloborus ferokus
Uloborus ferokus är en spindelart som beskrevs av Bradoo 1979. Uloborus ferokus ingår i släktet Uloborus och familjen krusnätsspindlar. Inga underarter finns listade i Catalogue of Life.